# Cenometra bella
Espèce
Cenometra bella est une espèce de crinoïdes de la famille des Colobometridae.

## Description et caractéristiques
C'est une comatule pourvue de 25 à 30 bras (parfois jusqu'à 40), de couleur variable mais souvent caractérisée par un contraste marqué entre les bras et les pinnules (noir et blanc, par exemple). La bouche est située au centre du disque central, proche de l'anus. Cette espèce s'accroche à son support par une quinzaine de cirrhes. 
Sur le plan squelettique, les brachitaxes sont composés de deux ossicules, avec des colerettes adambulacraires. La seconde pinnule est massive, dure et incurvée. Le segment basal des pinnules proximales est incurvé ou arrondi. 

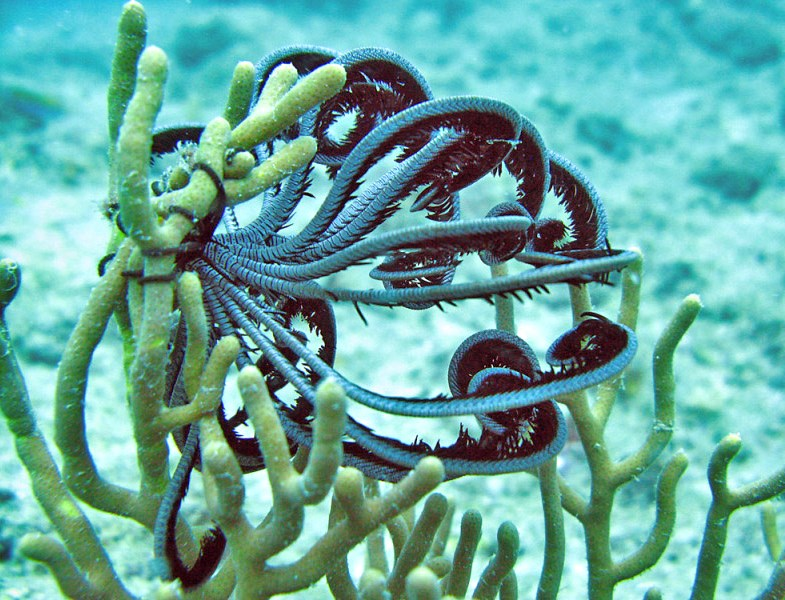
Spécimen australien.
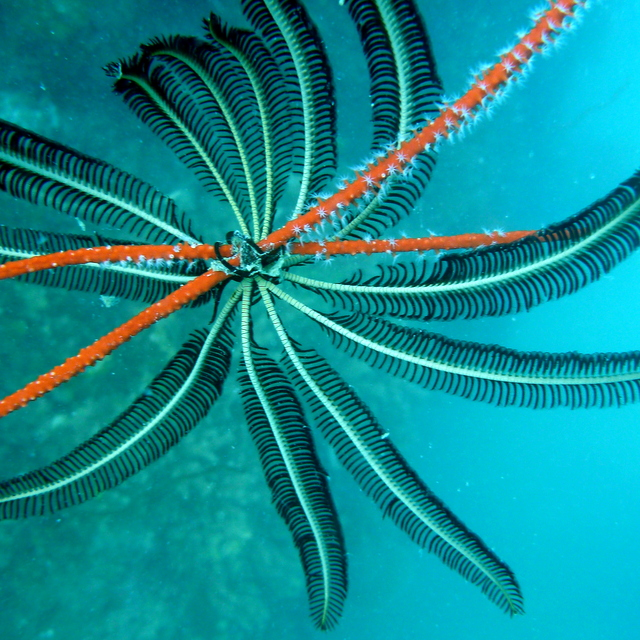
Bras déployés.

## Habitat et répartition
Cette espèce vit très exposée, typiquement a bout des coraux noirs ou des gorgones. 
On la trouve des Maldives à la Nouvelle-Calédonie, en passant par la Mer de Chine et l'Australie, principalement entre 10 et 25 m de profondeur, et plus rarement entre 0 et 55 m.